# Jens Bodewalt Lampe
Jens Bodewalt Lampe (* 8. November 1869 in Ribe, Dänemark; † 26. Mai 1929 in New York) war ein amerikanischer Musiker (Komponist, Geiger, Orchesterleiter) des Ragtime mit dänischen Wurzeln, der auch unter dem Pseudonym Ribe Danmark tätig war.

## Leben und Wirken
Lampe zog 1873 mit seiner Familie nach Amerika und wuchs in Saint Paul in Minnesota auf, wo Lampes Vater die Great Western Band leitete. Er erhielt Geigenunterricht und war bereits 1880 als erster Geiger bei der Minneapolis Symphony beschäftigt.

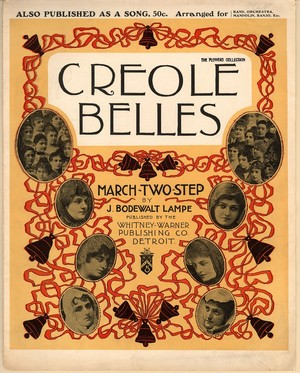
Creole Belles (Titelblatt 1900)

In den 1890er Jahren leitete Lampe zunächst in Buffalo, später in Atlantic City und ab 1907 in New York City sein eigenes Tanzorchester und begann zu komponieren. What the Wires Tell to Me (1893) ist eine seiner frühesten bekannten Veröffentlichungen. Sein Rag Creole Belles, der 1900 publiziert wurde, wurde nach Scott Joplins Maple Leaf Rag (1899) der zweite große Hit im Ragtime; die Noten verkauften sich millionenfach. Der Titel wurde mehrfach durch die Orchester von John Philip Sousa, Arthur Pryor und anderen aufgenommen und galt lange als Evergreen; noch die Dixieland-Bands der 1950er Jahre spielten den Titel. Die Melodie aus dem B-Teil des Stücks wurde in anderen Tänzen der Zeit variiert übernommen.
Bis etwa 1920 komponierte Lampe weiterhin neben Märschen Cakewalks und andere jazzverwandte Tanzmusik; er hatte mehrere Hits, darunter Dixie Girl (1903), Happy Heinie (1905), Georgia Sunset Cake Walk (1908), Hero of the Isthmus (1912) und den Turkey Trot (1912). 1914 gehörte er zu den Gründern der amerikanischen ASCAP als Verwertungsgesellschaft. Während des Ersten Weltkriegs konzentrierte sich Lampe auf die Schaffung einer Reihe amerikanischer patriotischer Melodien. Mit seiner Grand Concert Band leitete er eine eigene Tournee-Band; weiterhin arbeitete er als Kirchenorganist und leitete Opernensembles. Seit 1907 schuf er zudem eine enorme Anzahl von Arrangements, die er zunächst über einen Musikverlag vertrieb. Später arrangierte er auch für die Orchester von Vincent Lopez, Paul Whiteman und Edward B. Marks.
Mit dem Tod von Lampes Frau 1918 endete seine Karriere als Interpret. Sein Sohn Dell Lampe übernahm die Leitung des Orchesters des New Yorker Trianon-Ballsaals, Lampe selbst fungierte als dessen musikalischer Leiter und Chefarrangeur. Die Gruppe nahm 1924 und 1925 (rare) Aufnahmen für das Chicagoer Label „Autograph“ auf. 1927 ermutigte Lampe den Saxophonisten des Orchesters, Wayne King, sein eigenes Orchester zu gründen, und stellte ihm dafür auch einige Arrangements zur Verfügung.